# Olympische Sommerspiele 2024/Wasserball/Qualifikation
Für die olympischen Wasserballturniere 2024 in Paris konnten sich bei den Männern 12 Teams und bei den Frauen 10 Teams qualifizieren. Da eine Mannschaft aus 11 Spielern besteht, nehmen folglich 242 Athleten an den Wettkämpfen teil.

## Übersicht
| Nation             | Männer | Frauen | Quotenplätze |
| ------------------ | ------ | ------ | ------------ |
| Australien         | X      | X      | 2            |
| China              |        | X      | 1            |
| Frankreich         | X      | X      | 2            |
| Griechenland       | X      | X      | 2            |
| Italien            | X      | X      | 2            |
| Japan              | X      |        | 1            |
| Kanada             |        | X      | 1            |
| Kroatien           | X      |        | 1            |
| Montenegro         | X      |        | 1            |
| Niederlande        |        | X      | 1            |
| Rumänien           | X      |        | 1            |
| Serbien            | X      |        | 1            |
| Spanien            | X      | X      | 2            |
| Ungarn             | X      | X      | 2            |
| Vereinigte Staaten | X      | X      | 2            |
| Gesamt: 15 NOKs    | 12     | 10     | 22           |

## Herren

### Übersicht
| Qualifikationswettbewerb               | Datum                           | Ort                | Plätze | Qualifizierte Teams |
| -------------------------------------- | ------------------------------- | ------------------ | ------ | ------------------- |
| Gastgeber                              | 13. September 2017              | Lima               | 1      | Frankreich          |
| Wasserball-Weltmeisterschaften 2023    | 14. – 30. Juli 2023             | Fukuoka            | 2      | Ungarn              |
| Wasserball-Weltmeisterschaften 2023    | 14. – 30. Juli 2023             | Fukuoka            | 2      | Griechenland        |
| Asienspiele 2022                       | 23. September – 8. Oktober 2023 | Hangzhou           | 1      | Japan               |
| Panamerikanische Spiele 2023           | 20. Oktober – 5. November 2023  | Santiago de Chile  | 1      | Vereinigte Staaten  |
| Wasserball-Europameisterschaft 2024    | 4. – 16. Januar 2024            | Dubrovnik / Zagreb | 1      | Spanien             |
| Ozeanien Selektion                     | 2. – 18. Februar 2024           | Doha               | 1      | Australien          |
| Afrika-Selektion                       | 2. – 18. Februar 2024           | Doha               | 1      | Südafrika           |
| Wasserball-Weltmeisterschaften 2024    | 2. – 18. Februar 2024           | Doha               | 4      | Kroatien            |
| Wasserball-Weltmeisterschaften 2024    | 2. – 18. Februar 2024           | Doha               | 4      | Montenegro          |
| Wasserball-Weltmeisterschaften 2024    | 2. – 18. Februar 2024           | Doha               | 4      | Italien             |
| Wasserball-Weltmeisterschaften 2024    | 2. – 18. Februar 2024           | Doha               | 4      | Serbien             |
| Neuverteilung ungenutzter Quotenplätze | —                               | —                  | 1      | Rumänien            |
| Gesamt                                 | Gesamt                          | Gesamt             | 12     | 12                  |

## Damen

### Übersicht
| Qualifikationswettbewerb               | Datum                           | Ort                | Plätze | Qualifizierte Teams |
| -------------------------------------- | ------------------------------- | ------------------ | ------ | ------------------- |
| Gastgeber                              | 13. September 2017              | Lima               | 1      | Frankreich          |
| Wasserball-Weltmeisterschaften 2023    | 14. – 30. Juli 2023             | Fukuoka            | 2      | Niederlande         |
| Wasserball-Weltmeisterschaften 2023    | 14. – 30. Juli 2023             | Fukuoka            | 2      | Spanien             |
| Asienspiele 2022                       | 23. September – 8. Oktober 2023 | Hangzhou           | 1      | China               |
| Panamerikanische Spiele 2023           | 20. Oktober – 5. November 2023  | Santiago de Chile  | 1      | Vereinigte Staaten  |
| Wasserball-Europameisterschaft 2024    | 5. – 13. Januar 2024            | Dubrovnik / Zagreb | 1      | Griechenland        |
| Ozeanien Selektion                     | 2. – 18. Februar 2024           | Doha               | 1      | Australien          |
| Afrika-Selektion                       | 2. – 18. Februar 2024           | Doha               | 1      | Südafrika           |
| Wasserball-Weltmeisterschaften 2024    | 2. – 18. Februar 2024           | Doha               | 2      | Ungarn              |
| Wasserball-Weltmeisterschaften 2024    | 2. – 18. Februar 2024           | Doha               | 2      | Italien             |
| Neuverteilung ungenutzter Quotenplätze | —                               | —                  | 1      | Kanada              |
| Gesamt                                 | Gesamt                          | Gesamt             | 10     | 10                  |